# BiznesNet24
BiznesNet24 – usługa Netii oparta na technologii ADSL umożliwiająca stały dostęp do Internetu. Oferta przygotowana z myślą o klientach biznesowych.

## Warianty usługi
Maksymalna szybkość transmisji w pakietach:
- BiznesNet24 640 - 640 kb/s, 160 kb/s;
- BiznesNet24 1M - 1024 kb/s, 160 kb/s;
- BiznesNet24 2M - 2048 kb/s, 512 kb/s;
- BiznesNet24 4M - 4096 kb/s, 512 kb/s;
- BiznesNet Komplex 1M - 1024 kb/s, 1024 kb/s;
- BiznesNet Komplex 2M - 2048 kb/s, 1024 kb/s;
- BiznesNet Komplex 4M - 4000 kb/s, 1024 kb/s;
- BiznesNet Komplex 6M - 6000 kb/s, 1024 kb/s;
- SuperNet24 8M - 8000 kb/s, 512 kb/s;
- SuperNet24 16M - 16000 kb/s, 512 kb/s;

W usłudze BiznesNet24 klientowi przydzielony zostaje 1 stały adres IP, natomiast dla usługi BiznesNet Komplex jest to 8 stałych adresów IP.
Usługa BiznesNet24 może być świadczona na łączach bezprzewodowych działających w technologii WiMAX
W przypadku BiznesNet24 i SuperNet24 klienci otrzymują pakiet hostingowy Jupiter oraz Netia Secure.

## Sprzęt
Urządzenie dostarczane w ramach usług BiznesNet24
- Thomson SpeedTouch 510
- Thomson SpeedTouch 546i urządzenie dla klientów z linią ISDN
- Thomson SpeedTouch 585 i 585i urządzenie z obsługą Wi-Fi, model z literką "i" jest dostarczany klientom z linią ISDN

Klienci korzystający z usługi SuperNet otrzymują urządzenia Paradyne Firmy Zhone.
Dla klientów korzystających z usługi BiznesNet Komplex dostarczane są urządzenia firmy Ericsson.
Z usługą BiznesNet24 i SuperNet mogą współpracować również inne modemo-routery ADSL obsługujące PPPoE, w zależności od linii telefonicznej pracujące w trybach:
- Annex A - linia analogowa POTS
- Annex B - linia cyfrowa ISDN